# World Series of Poker 1997
1997 års World Series of Poker (WSOP) pokerturnering hölls vid Binion's Horseshoe. Detta är det enda året som WSOP har hållits utomhus. Året är också minnesvärt för Stu Ungars comeback efter flera års kokainmissbruk.

## Inledande event
| Event                          | Vinnare            | Pris (USD) | Tvåa             |
| ------------------------------ | ------------------ | ---------- | ---------------- |
| $2 000 Limit Hold'em           | Kevin Song         | $397 120   | Yuan Lanvin      |
| $1 500 Seven Card Razz         | Linda Johnson      | $96 000    | Peter Brownstein |
| $1 500 Limit Omaha             | Claude Cohen       | $110 400   | Frankie Havard   |
| $1 500 Seven Card Stud         | Maria Stern        | $140 708   | Adam Roberts     |
| $1 500 Pot Limit Omaha         | Christer Björin    | $154 800   | Michael Davis    |
| $1 500 Seven Card Stud Split   | Doug Saab          | $130 305   | Bernie Rosenthal |
| $2 000 No Limit Hold'em        | John Cernuto       | $259 150   | Thomas Sparks    |
| $2 000 Omaha 8 or better       | Scotty Nguyen      | $156 950   | Mike Matusow     |
| $2 000 Pot Limit Hold'em       | Dave Ulliott       | $180 310   | Chris Truby      |
| $2 500 Seven Card Stud         | Vasilis Lazarou    | $169 000   | Caesar Como      |
| $2 500 Pot Limit Omaha         | Mattias Rochnacher | $183 000   | Surinder Sunar   |
| $2 500 Seven Card Stud Split   | Max Stern          | $117 000   | Artie Cobb       |
| $3 000 Limit Hold'em           | Louis Asmo         | $231 600   | Jim Meehan       |
| $3 000 Omaha 8 or better       | Dean Stonier       | $145 200   | John Hom         |
| $3 000 Pot Limit Hold'em       | Phil Hellmuth Jr   | $204 000   | Tom McEvoy       |
| $5 000 Deuce to Seven Draw     | Johnny Chan        | $164 250   | Lyle Berman      |
| $3 000 No Limit Hold'em        | Max Stern          | $237 615   | Kathy Liebert    |
| $5 000 Seven Card Stud         | Mel Judah          | $176 000   | Vasilis Lazarou  |
| $5 000 Limit Hold'em           | Bob Veltri         | $224 000   | Ed Stevens       |
| $1 000 Ladies' Seven Card Stud | Susie Isaacs       | $38 000    | Karen Wolfson    |

## Main Event
312 stycken deltog i Main Event. Varje deltagare betalade $10 000 för att delta.

### Finalbordet
| Placering | Namn         | Pris       |
| --------- | ------------ | ---------- |
| 1         | Stu Ungar    | $1 000 000 |
| 2         | John Strzemp | $583 000   |
| 3         | Mel Judah    | $371 000   |
| 4         | Ron Stanley  | $212 000   |
| 5         | Bob Walker   | $161 120   |
| 6         | Peter Bao    | $127 200   |